# دراغو فوكوفيتش
دراغو فوكوفيتش (بالكرواتية: Drago Vuković) مواليد 3 أغسطس 1983 في كرواتيا، هو لاعب كرة يد كرواتي يلعب كظهير أيسر. مثل منتخب كرواتيا لكرة اليد. شارك في دورة الألعاب الأولمبية الصيفية سنة 2004.

## المسيرة الاحترافية
لعب مع نادي جورينيه فيلينيه لكرة اليد في الدوري السلوفيني من سنة 2006 إلى 2008، ثم انضم إلى نادي غومرسباخ لكرة اليد في الدوري الألماني من سنة 2008 إلى 2011، ثم لعب مع نادي فوكس برلين لكرة اليد في سنة 2015.

## سجل المنافسة
شارك في البطولات التالية:
- بطولة أوروبا لكرة اليد للرجال 2012
- بطولة أوروبا لكرة اليد للرجال 2014
- الألعاب الأولمبية الصيفية 2012

## الإنجازات
- الدوري الكرواتي لكرة اليد (4): 2002-03، 2003–04، 2004–05، 2005-06
- كأس أبطال الكؤوس الأوروبية لكرة اليد
  - الوصافة (1): 2005
- الدوري السلوفيني لكرة اليد
  - الوصافة (1): 2006-07
- كأس أوروبا لكرة اليد (1): 2009
- كأس أبطال الكؤوس الأوروبية لكرة اليد (2): 2010، 2011

## روابط خارجية
- دراغو فوكوفيتش على موقع الاتحاد الأوروبي لكرة اليد (الإنجليزية)
- دراغو فوكوفيتش على موقع أوليمبيديا (الإنجليزية)